# ネットキャッシュ
ネットキャッシュ（NET CASH）とはNTTカードソリューションが提供するプリペイド式電子決済サービス（電子マネー）である。

## 概要
2002年3月1日にカレット（CALETE）という名称でサービスを開始。その後2004年12月に現在の名称に変更された。
特徴は、プレミアムがあることが挙げられる。このため、同額のウェブマネーと比較しても、少額だがお得である。

## 金額
左が使える金額で、括弧は実際に払う金額。
- 1,600NET CASH（1,600円） - コンビニエンスストアでは一部のチェーンでしか買えない。
- 2,000NET CASH（1,990円）
- 3,000NET CASH（2,990円）
- 5,000NET CASH（4,980円）
- 10,000NET CASH（9,950円）

## 事件
2006年6月9日に利用客から「購入したカードが使用できない」との問い合わせがあり調べてみたところ、システムの不具合を突いて不正にアクセスされたのが、6月13日に確認された。さらにIDが不正にダウンロードされたのが6月16日に判明した。流出した可能性のあるネットキャッシュIDは8万1,105個であり、この中で販売前の5万419個は販売および利用停止処置を実施している。残りの未使用の2,286個は、利用できなくし、残高のない2万4,363個と、利用中で残高のある4,037個の一部は、不正に利用された場合は、新しいIDに変える。被害額は約327万円である。